# Clayton (New Jersey)
Clayton is een plaats (borough) in de Amerikaanse staat New Jersey, en valt bestuurlijk gezien onder Gloucester County.

## Demografie
Bij de volkstelling in 2000 werd het aantal inwoners vastgesteld op 7139. In 2006 is het aantal inwoners door het United States Census Bureau geschat op 7469, een stijging van 330 (4,6%).

## Geografie
Volgens het United States Census Bureau beslaat de plaats een oppervlakte van 19,0 km², waarvan 18,6 km² land en 0,4 km² water.

## Plaatsen in de nabije omgeving
De onderstaande figuur toont nabijgelegen plaatsen in een straal van 12 km rond Clayton.